# Whist! Here Comes the Picture Man
Whist! Here Comes the Picture Man è un cortometraggio muto del 1912 diretto da Hay Plumb e interpretato da Harry Buss.
Si conoscono pochi dati del film che, prodotto dalla Hepworth, fu distrutto nel 1924 dallo stesso produttore, Cecil M. Hepworth. Fallito, in gravissime difficoltà finanziarie, il produttore pensò in questo modo di per poter almeno recuperare il nitrato d'argento della pellicola.

## Trama
Dei vagabondi piazzano una macchina da presa e, facendo finta di fare un film, mettono in atto una rapina.

## Produzione
Il film fu prodotto dalla Hepworth.

## Distribuzione
Distribuito dalla Hepworth, il film - un cortometraggio di 152 metri - uscì nelle sale cinematografiche britanniche nel luglio 1912.